# Lepidosaphes macella
Lepidosaphes macella är en insektsart som beskrevs av Williams 1973. Lepidosaphes macella ingår i släktet Lepidosaphes och familjen pansarsköldlöss. Inga underarter finns listade i Catalogue of Life.